# Colorow
Colorow, noto anche come Ignacio Ouray Wakara, Walkara o Walker (1808 circa), è stato un condottiero nativo americano della tribù degli ute meridionali (della banda Moache).

## Biografia
Colorow guidò la resistenza contro i tentativi del governo di mantenere la sua tribù all'interno della riserva del White River, in Colorado. Insieme a 50 guerrieri affrontò l'esercito, chiamato in soccorso dall'agente governativo per gli ute Nathan Meeker, uccidendo tredici soldati.
Respinto in seguito nella riserva Uinitah nello Utah dal colonnello Mackenzie, vi rimase sino a quando una serie di incidenti con i bianchi locali non fecero scoppiare una nuova guerra. Ancora una volta i guerrieri guidati da Colorow ebbero la meglio contro le truppe statunitensi e rimasero liberi sul White River.